# Ley 30982
La ley n.° 30982 o Ley que modifica la Ley 24656, Ley General de Comunidades Campesinas, para fortalecer el rol de la mujer en las comunidades campesinas es la norma peruana que busca un avance hacia la igualdad de gènero y que promovamos todos la participaciòn de las mujeres en todos los ambientes hasta alcanzar la igualdad. Se estableció el 18 de julio del 2019.

## Contexto
Según el último censo agropecuario de los productores agrarios del Perú, las mujeres rurales representan el 30.8 % de la producción de los alimentos, sin embargo existe desigualdad en el manejo de la superficie agrícola y pocas oportunidades de capacitación para las campesinas
También de sus labores en el campo y de la poca asistencia, las mujeres deben luchar con otros problemas como son el analfabetismo, la discriminación en cuanto al salario y la violencia. Sobre lo último mencionado, es bastante delicado ya que una encuesta de ENDES 2017 indica que un 64.1% de mujeres rurales han sufrido algún tipo de violencia física aparte de la violenci verbal.
Además, en las zonas rurales, por el hecho del machismo y de las creencias de tener más hijos, obligan a que las mujeres que tengan hijos, pero luego los padres no se hacen cargo.
Todo esto conlleva a la discriminación, falta de apreciacion e importancia a su labor como agricultora y como menosprecian su trabajo en el campo.

## Contenido
“Artículo 19. La Directiva Comunal es el órgano responsable del gobierno y administración de la Comunidad; está constituida por un Presidente, Vicepresidente y cuatro Directivos como mínimo. La directiva comunal debe incluir un número no menor del 30% de mujeres o de varones en su conformación”.

### Definición de mujer campesina
Las mujeres campesinas cuarta parte de la población mundial- trabajan como agricultoras, asalariadas y empresarias. Labran la tierra y plantan las semillas que alimentan naciones enteras. Además, garantizan la seguridad alimentaria de sus poblaciones y ayudan a preparar a sus comunidades frente al cambio climático.